# Ekallatum
Ekallatum (akkadisch: 𒌷𒂍𒃲𒈨𒌍, URUE2.GAL.MEŠ, Ekallātum, für große Häuser in der Bedeutung Paläste) war eine obermesopotamische Stadt, die in altassyrischer Zeit vermutlich als Residenz einer amoritischen Dynastie diente. Ihre exakte Lage ist bis heute unklar, wird jedoch am linken Tigrisufer, südlich der assyrischen Hauptstadt Aššur (Qal'at Šerqat) vermutet. Über ihre politische Geschichte geben vor allem die Tontafelarchive von Mari in Syrien Auskunft.
Der erste durch Schriftquellen bezeugte König von Ekallatum ist Ila-Kabkabi, der vermutlich von semitischen Nomaden abstammte, die seit dem 3. Jahrtausend v. Chr. vermehrt Mesopotamien infiltrierten. Er führte einen Krieg mit seinem ehemaligen Verbündeten Jaggid-Lim, dem König von Mari, der auch unter Ila-kabkabus Sohn Šamši-Adad I. (ab ca. 1810 v. Chr.), dem Begründer des ersten assyrischen Flächenstaates, fortgeführt wurde und bis in die Zeit von Jaggid-Lims Nachfolger Jaḫdun-Lim andauerte. Während dieser Auseinandersetzungen floh Šamši-Adad aus nicht endgültig geklärten Gründen nach Babylon, um von dort aus wieder nach Ekallatum zurückzukehren. Nach dreijähriger Herrschaft gelang es ihm Aššur zu erobern und sich für über 30 Jahre auf dem Assyrischen Thron zu behaupten.
Nachdem er sich mit Šubat-Enlil (Tell Leilan) eine eigene Residenz gegründet hatte, übergab Šamši-Adad I. seinem Sohn und Vizekönig Išme-Dagan I. die Herrschaft über Ekallatum. Nach  Šamši-Adads I. Tod konnte sich Išme-Dagan I. nur noch schwer auf dem Thron behaupten. Zimri-Lim gelang es die Herrschaft über Mari, wo Šamši-Adad I. seinen jüngeren Sohn Jasmah-Adad eingesetzt hatte, an sich zu reißen und er ging nun militärisch gegen Ekallatum vor. 1765 v. Chr. wurde Ekallatum durch einfallende Elamer erobert, woraufhin auch Išme-Dagan I. nach Babylon floh. Der dortige Herrscher Hammurapi verhalf ihm zurück auf den Thron, wobei Ekallatum nun den Status eines babylonischen Vasallenstaates einnahm. Der letzte bekannte Herrscher von Ekallatum war Išme-Dagans I. Sohn Mut-Aškur, nach ihm verschwindet Ekallatum aus der mesopotamischen Geschichtsschreibung.